# Канацеи
Канаце́и (итал. Canazei) — коммуна в Италии, расположена в автономной области Трентино-Альто-Адидже, подчиняется административному центру Тренто.
Население коммуны, на 01.01.2025 года, составляет 1902 человека, плотность населения ─ 28,37 чел./км². Занимает площадь 67,05 км². 
Почтовый индекс — 38032. Телефонный код — 0462.
Покровителями коммуны почитаются святой Флориан Лорхский, а также Sacro Cuore di Gesù, празднование 27 июня.

Основной источник доходов туризм. В зимнее время — горнолыжное кататние. В летнее — альпинизм, спортивный туризм.
Доломитовые Альпы объявлены ЮНЕСКО «мировым наследием человечества» и, названные Райнхольдом Месснером «красивейшими горами мира», они представят Вам для обозрения свои холмистые пастбища и поднимающиеся над ними, отвесные утесы. Причудливо покрытые расселинами скалы, которые возвышаются на 3342 м.

## Спорт
Канацеи входит в горнолыжный курорт Валь-ди-Фасса в Доломитовых Альпах, который в свою очередь входит в систему из 12 горнолыжных долин под названием «Доломиты Суперски» (Val Di Fassa, Arabba/Marmolada, Sassolungo, Альта-Бадия, Sella, Civetta и т. д.). «Доломити Суперски» — это 1200 километров лыжных трасс, 500 км из которых объединены в кольцо (Sellaronda).
Коммуна в 1994 году принимала основной турнир хоккейного мирового чемпионата.